# 쿠라카비
쿠라카비(스페인어: Curacaví)는 칠레 산티아고 수도주 멜리피야 현의 코무나이다.